# Ivan Manev
Ivan Manev (em búlgaro:  Иван Манев, ?, 23 de novembro de 1950) é um ex-canoísta búlgaro especialista em provas de velocidade.

## Carreira
Foi vencedor da medalha de bronze em K-4 1000 m em Moscovo 1980, junto com os seus colegas de equipa Bozhidar Milenkov, Lazar Khristov e Borislav Borisov.